# 기무라 히토시

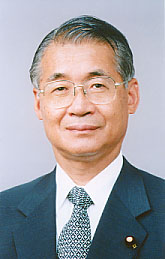
2001년 모습

기무라 히토시(木村仁, 1934년 6월 24일 ~ 2023년 11월 15일)는 일본의 자유민주당 (일본) 정치인이자 참의원 (일본)이다. 구마모토현 출신으로 도쿄대학을 졸업한 그는 1958년부터 1991년까지 일본 자치성에서 일했다. 교수를 마친 후 1998년에 처음으로 참의원에 당선됐다.
기무라는 2023년 11월 15일 도쿄에서 89세의 나이로 사망했다.